# Pennsylvania Grass Court Championships
Pennsylvania Grass Court Championships – nierozgrywany turniej tenisowy.
Pierwsza edycja turnieju została zorganizowana w Haverford w roku 1952. Po dziewięciu latach rozgrywki zostały wznowione, tenisistki rywalizowały w latach 1961–1965. Turniej wznowiono w erze open – od 1969 roku. Po czterech edycjach znowu został zawieszony. W 1981 i 1982 rozgrywki miały charakter zawodów dla młodych tenisistek. Zostały one przeniesione do Hershey. W latach 1983–1986 turniej wszedł do oficjalnego kalendarza WTA Tour.
Zawody gry mieszanej zostały rozegrane tylko raz, w 1962 roku.

## Mecze finałowe

### Gra pojedyncza kobiet
| Rok               | Miejsce                    | Zwyciężczyni               | Finalistka                 | Wynik                      |
| 1986              | Hershey                    | Janine Thompson            | Catherine Suire            | 6:1, 6:4                   |
| 1985              | Hershey                    | Robin White                | Anne Minter                | 6:7, 6:2, 6:2              |
| 1984              | Hershey                    | Catarina Lindqvist         | Beth Herr                  | 6:4, 6:0                   |
| 1983              | Hershey                    | Carling Bassett            | Sandy Collins              | 2:6, 6:0, 6:4              |
| 1982              | Hershey                    | Andrea Temesvári           | Catherine Tanvier          | 6:4, 6:2                   |
| 1981              | Hershey                    | Marianne van der Torre     | Heidi Eisterlehner         | 6:0, 7:6                   |
| 1980- 1973        | Turniej nie był rozgrywany | Turniej nie był rozgrywany | Turniej nie był rozgrywany | Turniej nie był rozgrywany |
| 1972              | Haverford                  | Virginia Wade              | Laurie Fleming             | 6:4, 6:1                   |
| 1971              | Haverford                  | Eliza Pande                | Lesley Turner Bowrey       | 0:6, 6:2, 6:3              |
| 1970              | Haverford                  | Margaret Court             | Pat Walkden                | 6:1, 6:0                   |
| 1969              | Haverford                  | Margaret Court             | Virginia Wade              | 6:4, 6:4                   |
| 1968              | Turniej nie był rozgrywany | Turniej nie był rozgrywany | Turniej nie był rozgrywany | Turniej nie był rozgrywany |
| Początek Ery Open |                            |                            |                            |                            |
| 1967- 1966        | Turniej nie był rozgrywany | Turniej nie był rozgrywany | Turniej nie był rozgrywany | Turniej nie był rozgrywany |
| 1965              | Haverford                  | Billie Jean Moffitt        | Carole Caldwell Graebner   | 6:1, 6:2                   |
| 1964              | Haverford                  | Justina Bricka             | Carole Caldwell            | 6:4, 18:16                 |
| 1963              | Haverford                  | Darlene Hard               | Margaret Smith             | 6:2, 7:9, 6:3              |
| 1962              | Haverford                  | Margaret Smith             | Karen Susman               | 6:4, 10:8                  |
| 1961              | Haverford                  | Billie Jean Moffitt        | Justina Bricka             | 6:3, 6:4                   |
| 1960- 1953        | Haverford                  | Turniej nie był rozgrywany | Turniej nie był rozgrywany | Turniej nie był rozgrywany |
| 1952              | Haverford                  | Maureen Connolly           | Bunny Vosters              | 6:2, 6:0                   |

### Gra podwójna kobiet
| Rok               | Miejsce                    | Zwyciężczynie                               | Finalistki                              | Wynik                      |
| 1986              | Hershey                    | Candy Reynolds Anne Smith                   | Sandy Collins Kim Sands                 | 7:6(8), 6:1                |
| 1985              | Hershey                    | Mary Lou Piatek Robin White                 | Lea Antonoplis Wendy White              | 6:4, 7:6                   |
| 1984              | Hershey                    | Kateřina Skronská-Böhmová Marcela Skuherská | Ann Henricksson Nancy Yeargin           | 6:1, 6:3                   |
| 1983              | Hershey                    | Lea Antonoplis Barbara Jordan               | Sherry Acker Ann Henricksson            | 6:3, 6:4                   |
| 1982              | Hershey                    | Anne Hobbs Susan Leo                        | Barbara Hallquist Nancy Yeargin         | 6:2, 6:0                   |
| 1981              | Hershey                    | Laura duPont Barbara Jordan                 | Andrea Buchanan Kim Sands               | 7:5, 6:3                   |
| 1980- 1973        | Turniej nie był rozgrywany | Turniej nie był rozgrywany                  | Turniej nie był rozgrywany              | Turniej nie był rozgrywany |
| 1972              | Haverford                  | Virginia Wade Sharon Walsh                  | Brenda Kirk Pat Pretorius               | 7:6, 6:2                   |
| 1971              | Haverford                  | Lesley Turner Bowrey Helen Gourlay          | Laura duPont Marjory Gengler            | 5:7, 6:1, 6:1              |
| 1970              | Haverford                  | Gail Chanfreau Françoise Durr               | Mary-Ann Curtis Valerie Ziegenfuss      | 6:3, 6:2                   |
| 1969              | Haverford                  | Margaret Court Virginia Wade                | Gail Chanfreau Lesley Hunt              | 6:3, 6:0                   |
| 1968              | Turniej nie był rozgrywany | Turniej nie był rozgrywany                  | Turniej nie był rozgrywany              | Turniej nie był rozgrywany |
| Początek Ery Open |                            |                                             |                                         |                            |
| 1967- 1966        | Turniej nie był rozgrywany | Turniej nie był rozgrywany                  | Turniej nie był rozgrywany              | Turniej nie był rozgrywany |
| 1965              | Haverford                  | Billie Jean Moffitt Karen Susman            | Margaret Osborne DuPont Margaret Varner | 6:4, 6:2                   |
| 1964              | Haverford                  | Virginia Brown Carole Caldwell Graebner     | Judy Alvarez Tory Fretz                 | 6:3, 2:6, 6:4              |
| 1963              | Haverford                  | Maria Bueno Darlene Hard                    | Robyn Ebbern Margaret Smith             | 6:8, 16:14, 6:4            |
| 1962              | Haverford                  | Justina Bricka Margaret Smith               | Billie Jean Moffitt Karen Susman        | 7:5, 3:6, 8:6              |
| 1961              | Haverford                  | Margaret Osborne DuPont Margaret Varner     | Carole Caldwell Billie Jean Moffitt     | 6:2, 6:2                   |

### Gra mieszana
| Rok  | Miejsce   | Mistrzowie                 | Finaliści   | Wynik       |
| 1962 | Haverford | Margaret Smith Fred Stolle | brak danych | brak danych |